# Стэнли против штата Джорджия

## Фабула дела
Стэнли против штата Джорджия 394 U.S. 557 (1969) — судебный иск, рассмотренный Верховным судом США 14—15 января 1969 года. В решении было закреплено право на частное хранение порноматериалов в свете 1-й и 14-й поправок к американской Конституции.
Дом ранее судимого букмекера Роберта Эли Стэнли в Джорджии был обыскан полицией на предмет наличия подозрительных улик. Когда ничего преступного не было обнаружено, полицейские нашли три порноплёнки в спальне. В соответствии с законодательством Джорджии, Стэнли был осуждён за их хранение Верховным судом штата. Однако Верховный суд США единогласно отменил вынесенное решение. В решении судья Верховного суда Тэргуд Маршалл заявил, что «штату не должно быть дела до того, какие книги читает и какие фильмы смотрит человек, находящийся в собственном доме». К его мнению присоединились судьи Поттер Стюарт, Уильям Бреннан и Байрон Уайт. Согласно вердикту от 7 апреля 1969 года, «1-я поправка применительно к клаузуле о надлежащей правовой процедуре 14-й поправки запрещает объявление частного хранения непристойного (англ. obscene) материала преступлением».

## Исключения
Несмотря на декриминализацию хранения порнографии в личных целях, Верховный Суд США в деле Осборна против Огайо криминализовал хранение детской порнографии, в т.ч. в личных целях. Тем не менее, некоторые судьи выразили особое мнение о возможности разрешения хранения детской порнографии. 